# Hibbertia conspicua
Hibbertia conspicua är en tvåhjärtbladig växtart som först beskrevs av Harvey, och fick sitt nu gällande namn av Ernest Friedrich Gilg. Hibbertia conspicua ingår i släktet Hibbertia och familjen Dilleniaceae. Inga underarter finns listade i Catalogue of Life.